# Risiocnemis moroensis
Risiocnemis moroensis – gatunek ważki z rodziny pióronogowatych (Platycnemididae). Endemit Filipin; stwierdzony jedynie w górach w północnej części Mindanao.